# Poterie barro negro

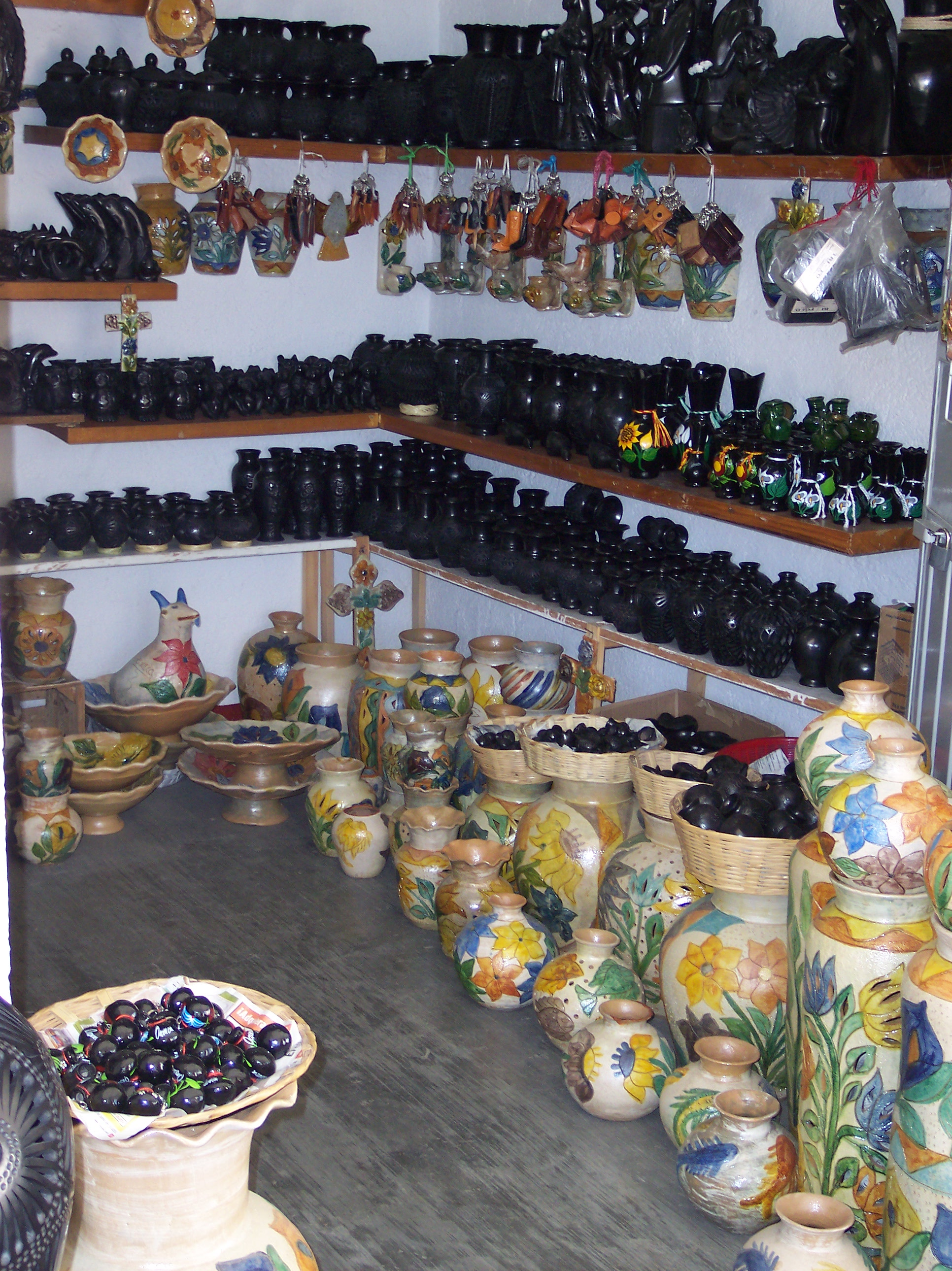
Magasin à San Bartolo Coyotepec avec des poteries barro negro.

La poterie barro negro (argile noire) est un style de poterie d'Oaxaca, au Mexique, qui se distingue par sa couleur, son éclat et ses motifs uniques. Oaxaca est l'un des rares États mexicains qui se caractérise par la continuité de son artisanat ancestral, encore utilisé dans la vie quotidienne. Le Barro negro est l'une des traditions de poterie de l'état, qui comprend également les poteries émaillées d'Atzompa, cependant, le barro negro est un des plus connus et identifiés avec cet État. C'est aussi l'un des styles de poterie les plus populaires et les plus appréciés au Mexique. Les origines de ce style de poterie remontent à l'époque du Monte Albán et pendant presque toute l'histoire de cette poterie, il n'est disponible que dans un fini gris mat. Dans les années 1950, une potière du nom de Doña Rosa trouve un moyen de donner à la poterie un éclat métallique noir semblable à celui du métal en la polissant avant la cuisson. Ce look la rend beaucoup plus populaire. Depuis les années 1980 jusqu'à nos jours, un artisan du nom de Carlomagno Pedro Martínez fait la promotion d'objets fabriqués de cette façon avec des sculptures de barro negro qui sont exposées dans un certain nombre de pays.

## Histoire

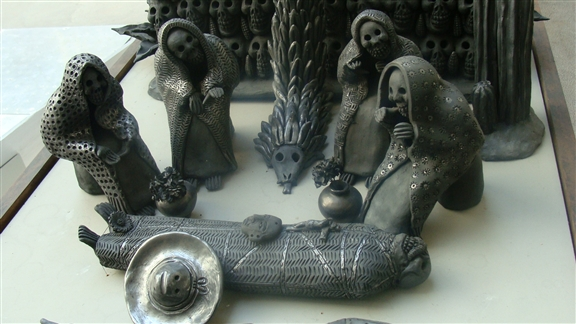
Sculpture d'un enterrement en barro negro Museo de Arte Popular, Mexico.

Les origines de la poterie barro negro s'étendent sur des siècles, avec des exemples trouvés sur des sites archéologiques, façonnés principalement en pots et autres objets utilitaires. Il reste jusqu'à nos jours un artisanat traditionnel des Zapotèques et des Mixtèquess de la région des vallées centrales,. À l'origine, la poterie barro negro est mate et grisâtre. Sous cette forme, la poterie est très robuste, ce qui permet de la frapper sans la casser.
Dans les années 1950, Doña Rosa Real découvre qu'elle peut changer la couleur et la brillance des pièces en les polissant et en les cuisant à une température légèrement inférieure. Juste avant que la pièce d'argile formée soit complètement sèche, elle est polie avec une pierre de quartz pour comprimer la surface. Après la cuisson, la pièce émerge d'un noir brillant au lieu d'un gris terne,. Cette innovation rend les pièces plus cassantes, mais elle rende la poterie beaucoup plus populaire auprès des collectionneurs mexicains d'art populaire, et également Nelson Rockefeller, qui en a fait la promotion aux États-Unis. La popularité provient de l'apparence, plutôt que de la facilité de port, de sorte que de nombreuses pièces sont maintenant produites à des fins décoratives plutôt qu'utilitaires,. Doña Rosa est décédée en 1980, mais la tradition de la fabrication de la poterie est perpétuée par sa fille et ses petits-enfants qui organisent des démonstrations pour les touristes dans leur atelier local,, qui est toujours dans la maison familiale, où des étagères et des étagères de pièces noires brillantes à vendre bordent la cour intérieure. Bien qu'étant à l'origine de l'argile noire polie, les pièces de cet atelier sont beaucoup moins chères que dans d'autres régions du Mexique.
Carlomagno Pedro Martínez est une autre personne importante dans le développement et la promotion du barro negro. Il est né à San Bartolo Coyotepec dans une famille de potiers. Il est nommé d'après Charlemagne par sa grand-mère, qui est une admiratrice de l'empereur. Dès son plus jeune âge, il fait preuve de talent pour façonner des personnages en argile. Quand il grandit, il assiste à l'Atelier des Beaux-Arts de Rufino Tamayo dans la ville d'Oaxaca. Il devient le premier potier/sculpteur de ce médium, obtenant sa première reconnaissance en 1985 pour son travail. Sa renommée s'est accrue avec le développement de crânes humains faits de barro negro dans les années qui suivent. Chaque pièce de Carlomagno est unique, mais des thèmes tels que l'histoire orale, les légendes indigènes, le christianisme et la mort, appelés « notre grand-mère », reviennent. Au Mexique, il expose ses œuvres dans des dizaines d'expositions et remporte trois prix nationaux. Son travail est présenté dans cinq livres. Le travail de Martinez est exposé aux États-Unis, en Colombie, en Argentine, au Liban, en Allemagne, en Espagne et au Japon, avec une de ses dernières expositions à New York en 2008. La même année, il réalise une peinture murale en barro negro à la Baseball Academy de San Bartolo Coyotepec sponsorisée par la Fondation Alfredo Harp Helú.

## San Bartolo Coyotepec

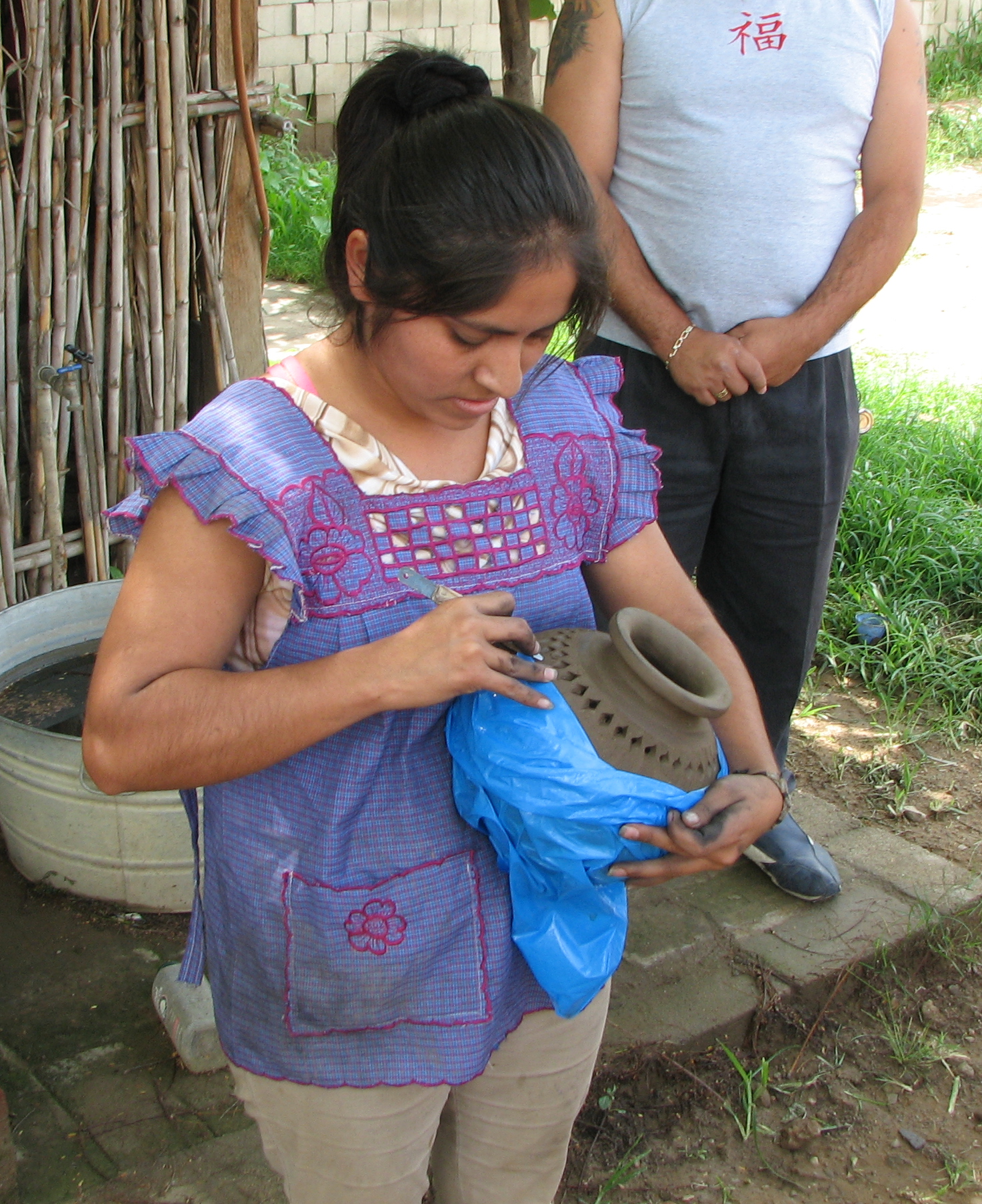
Une femme coupant des dessins dans une poterie barro negro à San Bartolo Coyotepec, Oaxaca, Mexique.

L'artisanat est fabriqué à San Bartolo Coyotepec et dans un grand nombre de petites communautés de la vallée environnante, où se trouve l'argile qui lui donne sa couleur,. Cette communauté est située à onze kilomètres au sud de la ville d'Oaxaca, avec environ six cents familles dans la zone qui se consacrent à l'artisanat. En plus d'un certain nombre d'ateliers familiaux, y compris Doña Rosa's, le Mercado de Artesanias est une attraction importante qui attire des visiteurs de nombreuses régions du Mexique et d'autres pays. Un groupe de quatorze personnes exposent et vendent des objets en barro negro. Certains de ces produits comprennent des vases, des figurines d'animaux et des pots. Des démonstrations de fabrication de poterie sont également organisées. En 2005, le musée d'État de l'art populaire d'Oaxaca ouvre ses portes. L'une de ses trois salles est consacrée au barro negro, avec des pièces de l'époque du Monte Albán jusqu'à nos jours. En 2009, San Bartolo Coyotepec organise sa première Feria Artesanal de Barro Negro avec la participation de plus de 150 artisans.

## Objets fabriqués avec du barro negro
De nombreux objets différents sont faits de barro negro, y compris des pots, des sifflets, des flûtes, des cloches, des masques, des lampes, des figurines d'animaux dont la plupart sont de nature décorative et non pour le stockage de la nourriture et de l'eau. Les cantaros de San Bartolo Coyotepec utilisés pour vieillir et stocker le mezcal dans de nombreuses distilleries, ce qui constitue une exception à cette règle. Ces grands pots ne sont pas polis et conservent le gris mat ancien, ce qui leur permet d'être résistants aux liquides. Une autre qualité de la version gris mat est qu'elle peut être frappée comme une cloche, et les cantaros sont également utilisés comme instruments de musique. Le son produit est cristallin,.

Un autre objet barro negro célèbre est le « singe mezcal » (chango mezcalero). Il s'agit d'un récipient créé pour la liqueur alcoolique mezcal en forme de singe. Il est conçu pour contenir entre sept cents millilitres et un litre de liquide à l'aide d'un bouchon en liège ou en épi de maïs. Il est soit peint en couleurs vives, soit laissé grisâtre avec des gravures détaillées. Valente Nieto, la seule descendance survivante de Doña Rosa, affirme que sa famille a créé le « singe mezcal » et personne d'autre. Il affirme que son père est un sculpteur doué et que des propriétaires de mezcal sont venus sur leur propriété pour demander des bouteilles fantaisie pour la boisson alcoolisée. Le singe ainsi que d'autres formes animales sont créés. Cependant, une autre famille, celle de Marcelo Simon Galan, prétend également avoir créé le conteneur. Sa petite-fille survivante dit qu'il en a fait la forme à la demande d'un client. Un exemple du travail de Galan est exposé au musée d'État de l'art populaire d'Oaxaca à San Bartolo Coyotepec.

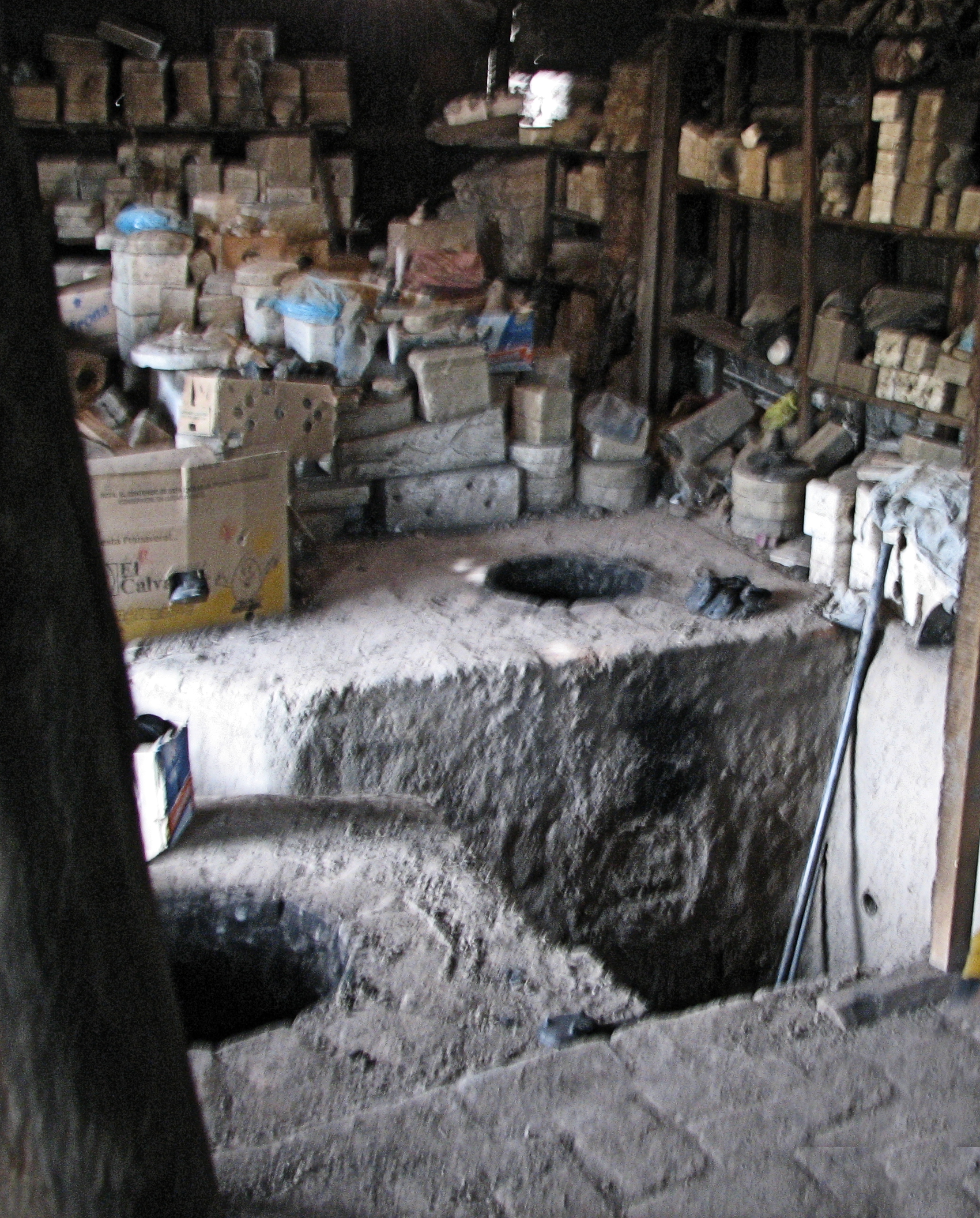
Fosses souterraines dans lesquelles sont cuites des poteries barro negro.

## Processus
La couleur du barro negro est due aux propriétés de l'argile, et n'est pas colorée. La terre utilisée pour extraire l'argile est nettoyée pour éliminer les impuretés, ce qui peut prendre un mois de trempage et de décantation de l'argile du reste du sol. Après ce processus, chaque pièce prend une vingtaine de jours pour être terminée.
Traditionnellement, l'argile est moulée sur des plaques équilibrées sur des roches pour qu'elles puissent être filées à la main. Les outils de potier modernes ne sont pas utilisés. Les grandes pièces, comme les cantaros, sont façonnées de bas en haut en ajoutant de l'argile au fur et à mesure qu'elle grandit. Après la mise en forme, elles sont mises à sécher dans une pièce bien isolée pour les protéger des changements soudains de température. Le séchage peut prendre jusqu'à trois semaines. Si l'œuvre doit être polie pour qu'elle devienne noire brillante une fois terminée, elle l'est quand elle est presque sèche. La surface de la pièce est légèrement humidifiée puis frottée avec une pierre de quartz courbée. Ceci compacte la surface de l'argile et crée le lustre métallique et la couleur foncée pendant la cuisson,. C'est aussi le moment où l'on ajoute des accents décoratifs tels que des fleurs d'argile ou de petites poignées. Les dessins d'objets barro negro sont uniques à cette région.
Les pièces sont ensuite cuites dans des fosses souterraines ou dans des fours hors sol, à l'aide de feux de bois qui chauffent les objets à une température comprise entre 700 à 800 °C,. Lorsqu'elles émergent, les pièces polies sont d'un noir brillant et celles qui ne sont pas polies ont un fini gris mat.